# Léon-Armand de Baudry d'Asson
Pour les articles homonymes, voir Baudry et Asson (homonymie).
Léon Armand Charles de Baudry d’Asson, marquis romain, né à Rocheservière, en Vendée, le 15 juin 1836, et mort à La Garnache, en Vendée, le 12 mai 1915, est un député royaliste de Vendée sous la Troisième République, de 1876 à 1914. 
Antisémite et adversaire irréductible de l’anticléricalisme de la Troisième République, il s’intéresse également à l’agriculture. 
Son fils, Armand, puis son petit-fils, également prénommé Armand, sont également députés de la Vendée, respectivement dans les années 1920 et 1930, puis sous la Quatrième République.

## Biographie
Il est le fils de Charles Léon Baudry d'Asson (1810-1878), lui-même fils de Charles Lubin Baudry d'Asson (fils du seigneur de Landelière), qui s’est marié en 1778 avec Pélagie d’Escoubleau (1760-1835), d’une famille aristocratique du Poitou.

### Élections
Il est élu au premier tour des législatives de septembre 1889 dans la deuxième circonscription des Sables-d’Olonne ; réélu au premier tour aux élections de 1893 ; de même aux élections de 1898 puis aux élections de 1902 et de 1906.
Aux élections d’avril 1914, il laisse sa place à son fils Armand-Charles, qui est député de la Vendée dans les années 1920-1930, avant de laisser à son tour sa place à son fils Armand-Quentin, député de la Vendée de 1945 à 1958.

### Politique

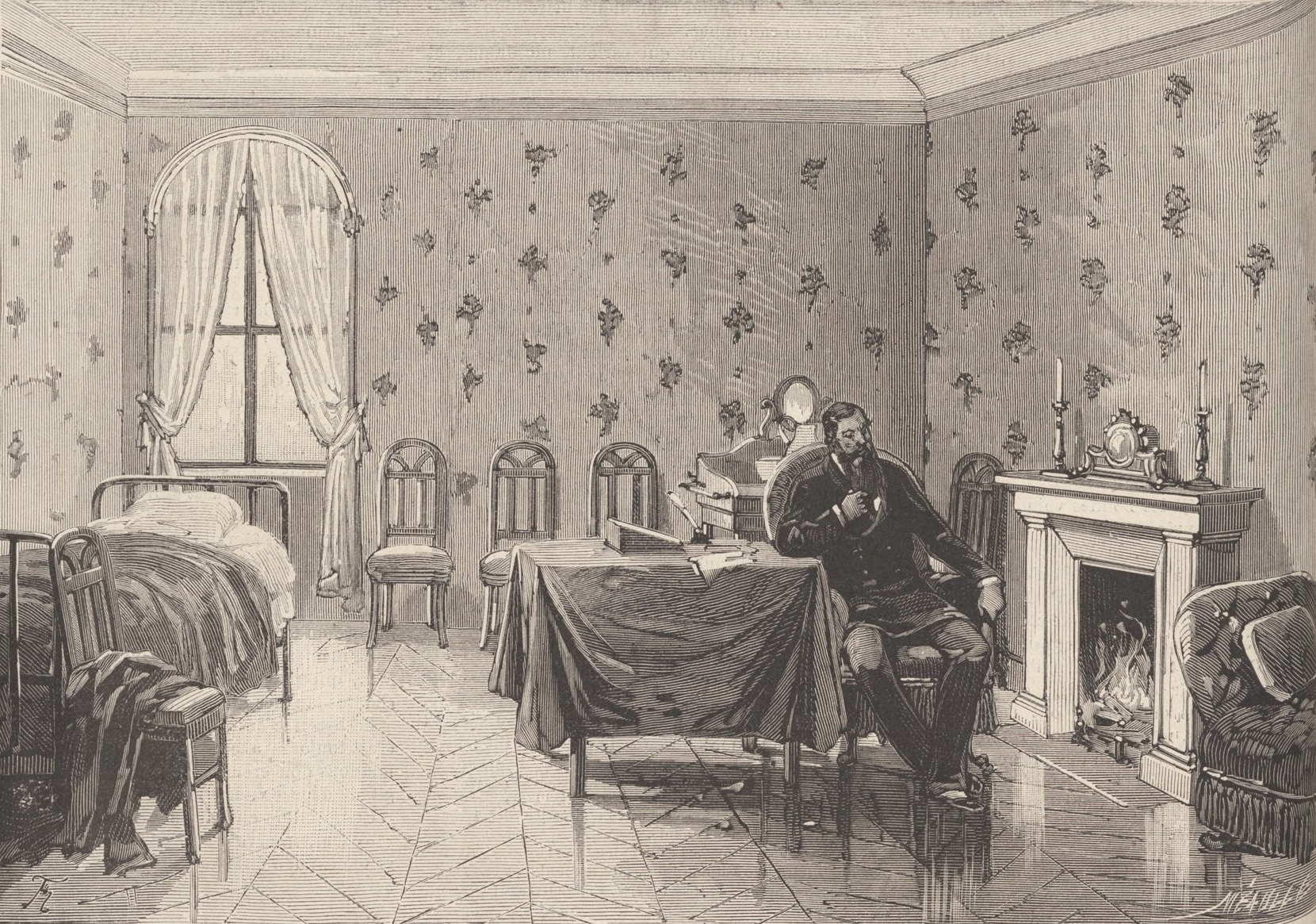
Léon de Baudry d'Asson détenu dans le petit local dans la nuit du 11 au 12 novembre 1880.

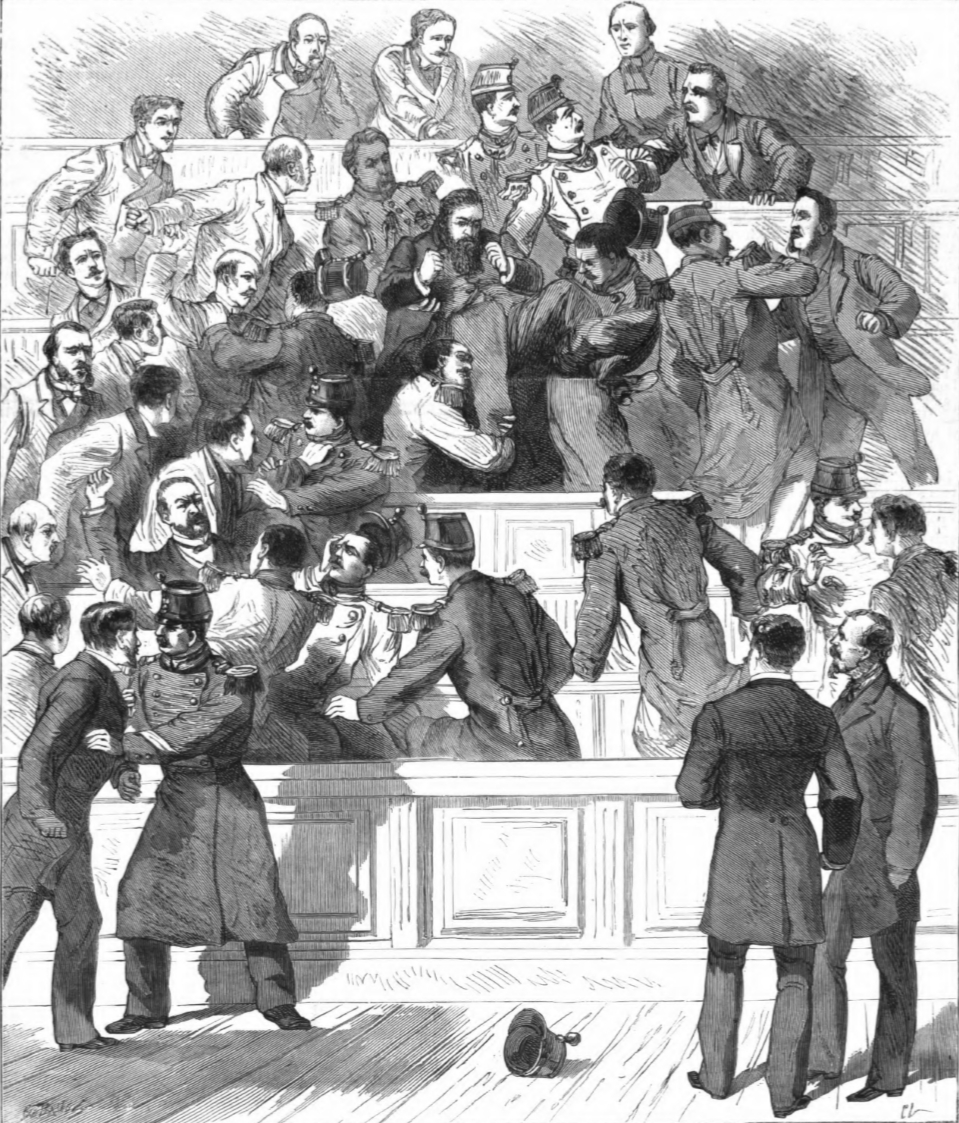
Expulsion manu militari de Baudry d'Asson, vue par L'Illustration.

Armand Léon s’intéresse en particulier à l’agriculture et à la défense du catholicisme. 
Lors d’un débat sur l’amnistie des communards, en 1879, le radical Clemenceau suscite l’hilarité, en s’opposant au projet d’amnistie partielle du gouvernement Waddington, qui veut exclure les « ennemis de la société », déclarant :
« À quel signe, à quel critérium, on reconnaît un ennemi de la société : M. le duc de Broglie est un ennemi de la société aux yeux de M. Baudry d’Asson, et moi je tiens M. Baudry d’Asson pour un ennemi de la société. Nous sommes ainsi 36 millions d’ennemis de la société qui sommes condamnés à vivre dans la même société (Nouveaux rires). »
Sous Léon Gambetta (président de la Chambre des députés), il s'oppose avec tant de véhémence aux Lois Jules Ferry qu'il est enfermé à la « cellule de dégrisement » (ou « petit salon ») du palais Bourbon le 11 octobre 1880 après avoir traité le gouvernement de Jules Ferry de « gouvernement de voleurs ». Il fut d'ailleurs le dernier député à y avoir été enfermé. Son attitude rebelle lors de son interpellation en pleine séance en fait un héros populaire.
En 1893, il s’oppose ainsi au désir de l'assemblée d'accorder des funérailles nationales de Jules Ferry, déposant une proposition de loi pour faire abroger la loi créant l’enseignement primaire gratuit et obligatoire, ainsi qu’une autre pour faire abroger la loi rétablissant le divorce, déposée par Alfred Naquet (1895).
Antisémite, il propose en mai 1895 de retirer la nationalité française aux Juifs.
Adversaire irréductible de la politique anticléricale du cabinet d’Émile Combes, il tente de le mettre en accusation en 1902 et interpelle le gouvernement au sujet de l’expulsion des congrégations religieuses sur « l’état de guerre civile dans lequel M. le président du Conseil a plongé la France ». Il déclare ainsi, à la Chambre des députés, le 16 octobre 1902, au sujet des congrégations féminines :
« Nouvelles Jeannes d’Arc, ces femmes sauveront, par leurs conseils et leur courage, notre malheureuse France, l’arrachant ainsi aux mains des Juifs et des francs-maçons ! (Bruit à gauche — Applaudissements à droite) »
Il vote contre la loi de 1901 sur les associations ainsi que contre la loi de 1905 de séparation des Églises et de l’État.
Provoquant un incident à la Chambre des députés, les députés prononcent la censure à son encontre.  
Réélu en 1906, il continue à s’occuper des rapports entre politique et religion, protestant contre la suppression des indemnités ecclésiastiques (1909) et déposant une demande d’interpellation sur « les persécutions religieuses contre les catholiques ».